# Heimia montana
Heimia montana là một loài thực vật có hoa trong họ Lythraceae. Loài này được (Griseb.) Lillo mô tả khoa học đầu tiên năm 1919.